# Cacodaemon acuminatus
Cacodaemon acuminatus es una especie de coleóptero de la familia Endomychidae.

## Distribución geográfica
Habita en Sumatra (Indonesia).